# Payday 2
Payday 2 é um videogame cooperativo de tiro em primeira pessoa desenvolvido pela Overkill Software e publicado pela 505 Games . O jogo é uma sequência de Payday: The Heist de 2011. Foi lançado em agosto de 2013 para Windows, PlayStation 3 e Xbox 360 . Uma versão remasterizada do jogo, com o subtítulo Crimewave Edition, foi lançada para PlayStation 4 e Xbox One em junho de 2015  e para Nintendo Switch em fevereiro de 2018. 
Dois anos após os eventos do jogo anterior, a gangue Payday chega à área metropolitana de Washington, DC, para realizar outra onda de assaltos. O jogador assume o controle de um dos vinte e dois membros da gangue e pode realizar assaltos sozinho ou com até três companheiros de equipe. O jogador pode participar de uma variedade de assaltos, incluindo, entre outros, roubos de bancos, lojas e carros blindados, e produção e distribuição de narcóticos. O jogo difere do anterior por permitir muito mais personalização do jogador (esteticamente e em termos de jogabilidade), interface gráfica e experiência um pouco melhoradas, mais variedade e jogabilidade nos níveis e mecânica furtiva retrabalhada.
Uma série da web foi produzida para promover o jogo.  O jogo foi lucrativo apenas com as pré-encomendas  e recebeu críticas positivas. Payday 2: Crimewave Edition, que oferece gráficos aprimorados, novo conteúdo e algum conteúdo para download, foi lançado para PlayStation 4 e Xbox One em junho de 2015. 
Uma sequência, intitulada Payday 3, está em desenvolvimento e está programada para lançamento em setembro de 2023 e será publicada pela Deep Silver sobre a Plaion. 

## Gameplay
O jogo consiste em uma variedade de assaltos que o jogador pode optar por realizar sozinho, com a IA ou como parte de um jogo multiplayer.  Há assaltos, como assaltos a bancos, tráfico de drogas, manipulação de uma eleição ou roubo de ogivas nucleares contrabandeadas.  Alguns dos assaltos colocam grande ênfase na furtividade, muitas vezes levando a bônus de pontos de experiência e dinheiro na conclusão, e certos assaltos só podem ser feitos em furtividade..
O menu de seleção de nível é estilizado como um site fictício, Crime.net, onde as missões aparecem periodicamente como contratos em um mapa de Washington, D.C. O jogador pode pegar um contrato aberto, aderir a um contrato iniciado por outro jogador ou comprar um contrato com dinheiro do jogo em uma conta bancária offshore.  Existem sete níveis de dificuldade: Normal, Difícil, Muito Difícil, Exagero, Caos, Desejo de Morte e Sentença de Morte, com mais dinheiro e pagamentos de experiência para níveis de dificuldade mais altos. Alguns contratos no Payday 2 ocorrem em vários dias, com cada dia representado por um nível separado com objetivos diferentes.[10]  Após certos dias de assaltos serem concluídos em 'alto' (no qual o alarme soou), o jogo pode adicionar um nível de fuga, onde a fuga original dos jogadores é frustrada e eles devem sobreviver para alcançar sua fuga de backup.
Muitos trabalhos no Payday 2 podem ser concluídos furtivamente.  Se o jogador evitar ser pego pela câmera, fugir ou matar silenciosamente os guardas de segurança, não matar mais de quatro guardas com pagers e impedir que qualquer testemunha civil chame a polícia, o alarme não será acionado e os jogadores receberão um bônus de experiência.  Caso contrário, os jogadores terão que atingir seus objetivos, realizar qualquer pilhagem que encontrarem até um ponto de desembarque e chegar ao seu ponto de fuga sob a pressão de constantes ondas de assalto policial.  A maioria dos inimigos são SWAT unidades provenientes do Departamento de Polícia Metropolitana do Distrito de Columbia, Equipes especiais de armas e táticas do FBI, GenSec empresa de segurança privada e finalmente o Departamento de Segurança Interna dos Estados Unidos medida que a dificuldade aumenta. Misturadas a elas estão as unidades especiais; todas as versões do Payday 2 incluem o "escudo balístico" e o "Taser" - ambos nomeados por seu equipamento de assinatura, o "Bulldozer" - um membro da equipe SWAT em um modificado quase à prova de balas Terno anti bomba, e snipers. A Crimewave Edition e a versão para PC incluem o "Cloaker" - uma infiltração e a especialista Combate mão-a-mão. Exclusivo para as edições PC e Crimewave são torres de van SWAT quase indestrutíveis, capazes de negação de área, um medico capaz de devolver um executor à saúde total sem efeitos de status, e o Capitão Winters, um policial veterano bem protegido que suporta assaltos e buffs inimigos até que ele possa ser expulso.
Se o jogador sofrer muito dano, ele será derrubado e incapacitado.  Se ninguém os ajudar a se levantar, ou se eles forem derrubados várias vezes sem se recuperarem por meio de uma bolsa médica, eles serão levados sob custódia.  Em níveis de dificuldade mais baixos, os jogadores sob custódia eventualmente sairão da custódia após um período de tempo definido, mas, caso contrário, seus companheiros de equipe devem fazer um refém para negociar e trazê-los de volta ao jogo.  Um trabalho falha se todos os jogadores forem abatidos ou sob custódia, ou atingirem uma condição de falha específica do assalto.
Ao final de cada assalto, o jogador é apresentado a uma tela com três cartas, uma das quais deve ser escolhida pelo jogador (chamada de "Payday").  Esses cartões de bônus podem ser modificações de armas, máscaras, capas de armas, cores ou materiais para máscaras, experiência de bônus ou dinheiro.  O jogador pode comprar e personalizar máscaras, embora sejam puramente cosméticas e não afetem a jogabilidade.
Ao longo do jogo, o jogador acumula dinheiro e experiência.  O dinheiro é dividido em duas partes.  20% do dinheiro é dado ao jogador para gastar em armas e máscaras e 80% é colocado na conta offshore do jogador, que se destina como parte da história a ser o fundo de aposentadoria do jogador, no entanto, o jogador pode usá-lo para  comprar assaltos de um corretor, comprar cartões de bônus sem realizar um roubo, tornar-se infame ou um jogador pode pressionar um botão em seu esconderijo para queimar tudo.
Durante o 4º dia do evento "The Search For Kento", o modo de jogo Crime Spree foi adicionado, no qual os jogadores completam assaltos consecutivamente para ganhar grandes recompensas.  À medida que o jogador completa os assaltos, sua classificação de onda de crimes aumenta, com o número de classificações obtidas variando de acordo com o assalto escolhido.  À medida que a classificação do jogador aumenta, ele deve escolher modificadores que tornem os assaltos cada vez mais difíceis.  Os jogadores podem começar no nível zero ou pagar moedas continentais para começar em níveis mais altos.  Ao escolher um assalto, os jogadores têm três opções e a opção de rolar novamente as opções de moedas continentais.  Os jogadores podem optar por encerrar sua onda de crimes em qualquer nível e reivindicar suas recompensas.  Se um jogador falhar em um assalto ou seu jogo fechar durante o assalto por qualquer motivo, sua onda de crimes terminará;  eles podem optar por pagar moedas continentais para retomar a onda de crimes ou encerrá-la e receber as recompensas.  Durante o pré-planejamento dos assaltos, certos "Gage Perks" podem ser comprados com moedas continentais para fornecer buffs aos jogadores.
À medida que os jogadores ganham pontos de experiência, seu nível de reputação aumenta.  Quando o nível de um jogador aumenta, ele ganha pontos de habilidade, permitindo-lhes comprar habilidades e bônus de árvores de habilidades que representam cinco dos heisters e estilos de jogo jogáveis: A árvore "Mastermind", contendo cura, controle de multidão e habilidades focadas em precisão, refere-se a Dallas.  A árvore "Enforcer", contendo habilidades de espingarda, armadura e munição, refere-se a Chains.  A árvore "Técnico", contendo habilidades de torre, mina de viagem, broca e arma automática, refere-se a Wolf.  A Árvore "Fantasma", contendo furtividade, ECM, esquiva e habilidades críticas, refere-se a Houston.  A árvore "Fugitivo", contendo habilidades corpo a corpo, sangramento e pistola, refere-se a Hoxton.  Eles têm dois estágios: Básico e Aced Não é possível maximizar todas as árvores e os jogadores geralmente são encorajados a misturar e combinar as habilidades de cada árvore para maximizar a utilidade.  Os jogadores também recebem "pontos de vantagens", proporcionalmente à sua experiência, que podem ser usados para desbloquear bônus adicionais de 22 "baralhos de vantagens", também baseados nos heisters jogáveis.  Os jogadores podem alternar entre 15 perfis de habilidades, baralhos de vantagens, armas e equipamentos sem nenhum custo antes de iniciar um assalto.
Quando um jogador atinge o nível 100, ele pode optar por aumentar seu nível de "Infâmia", até o nível 500. Tornar-se Infame concede ao jogador acesso a itens especiais, um bônus permanente para toda a experiência adquirida e dá a eles poses especiais nas telas do lobby.  No entanto, aumentar o nível de infâmia de alguém faz com que eles percam todo o seu dinheiro e experiência, e uma quantia de $ 200.000.000 é deduzida de sua conta offshore até atingir o nível 5 de infâmia.

## Trama
Payday 2 segue os eventos de Payday: The Heist, com três membros da equipe - Dallas (interpretado por Eric Etebari, dublado por Simon Kerr), Wolf (Ulf Andersson) e Chains (Damion Poitier) – assim como o retorno de seu operador Bain (Simon Viklund).  Hoxton (interpretado por Josh Lenn, dublado por Pete Gold), o quarto membro do jogo anterior, foi preso pelo FBI e substituído pelo irmão de Dallas, Houston (Derek Ray).
Após um breve hiato nas atividades criminosas, a gangue Payday começa a realizar trabalhos em Washington, DC e arredores, para Bain e outros empreiteiros criminosos, como assaltos a bancos, tráfico de drogas, eliminação de rivais e manipulação de eleições.  Isso chama a atenção de "O Dentista" (Giancarlo Esposito), um intermediário para vários clientes ricos, que se oferece para ajudar a libertar Hoxton.
A gangue prova sua capacidade para o dentista completando um assalto maior do que qualquer outro antes, e o plano é posto em ação: Hoxton consegue um novo julgamento que dá à gangue a oportunidade de se cruzar e tirá-lo da custódia, seguido por quebrar  na sede do FBI para descobrir quem o traiu.  Revela-se ser Hector Morales, um dos empreiteiros, que fez um acordo com o FBI em troca de proteção; a gangue invade seu esconderijo e o mata.  O trabalho final do Dentista para a gangue é roubar uma caixa misteriosa no cofre de um grande cassino.
Ao longo desse tempo, a gangue assumiu contratos maiores, que incluíam roubar um famoso e valioso diamante, recuperar armamento nuclear e se infiltrar em estabelecimentos altamente vigiados, além de recrutar mais membros.  A aplicação da lei e os funcionários do governo ficam frustrados com o aumento da taxa de criminalidade;  apesar de seus esforços, a gangue permanece indescritível.
Um novo contratado, ex-companhia militar privada Murkywater major Locke (Ian Russell), pede a ajuda da gangue antes de traí-los.  Mais tarde, enquanto tentava se vingar dele, Bain é capturado por um grupo desconhecido, mas diz à gangue para confiar em Locke;  a traição foi uma cobertura para seu benefício.  Com a ajuda de Locke, eles tentam descobrir quem capturou Bain e por quê.  Este é revelado ser o dentista com a ajuda de Murkywater, e a turma descobre mais artefatos ligados à misteriosa caixa do dentista.
Descobrindo a localização de Bain, a gangue o liberta, mas descobre que ele foi infectado por um vírus letal feito pelo homem.  Antes de sua morte, ele vê a gangue realizar seu grande assalto final: infiltrar-se na Casa Branca e roubar perdões presidenciais válidos e não utilizados para escapar impune de todo o seu passado criminoso.  Mais tarde, Locke e sua gangue (agora com 22 membros) realizam uma cerimônia solene para Bain, antes que todos, exceto Dallas, se desfaçam de suas máscaras.
Em um final alternativo, desbloqueado ao cumprir certos requisitos e resolver um quebra-cabeça elaborado, a turma encontra um cofre secreto sob a Casa Branca, abrigando uma máquina antiga: a Arca do Vigilante.  Locke e Bain seguem a gangue, mantidos como reféns pelo Dentista, que é morto pela gangue.  A máquina é acionada e a sala se ilumina, com Bain agradecendo a todos e supostamente morrendo.  Mais tarde, em algum lugar de férias, a turma comemora e vê o presidente dos Estados Unidos na televisão fazendo um discurso;  está implícito que a arca permitiu a Bain trocar de corpo com o presidente, o que lhes permitiu fugir com "O maior assalto de todos", sendo o roubo da América.

## Conteúdo disponível para download
Desde o lançamento, mais de trinta pacotes de conteúdo para download (DLC) foram lançados para o jogo, incluindo novos assaltos, armas e mecânica de jogo. Os primeiros DLCs de pacotes de armas geralmente recebiam o nome do traficante de armas da gangue, Gage, que foi apresentado na websérie Payday usada para promover o jogo. Três pacotes de armas, como o pacote BBQ, foram posteriormente introduzidos por meio de um novo personagem contratado, o Butcher. Pacotes de armas adicionais foram adicionados, como os pacotes de armas Fugitive e Gunslinger.
Payday 2: Hotline Miami é um projeto colaborativo entre Dennaton Games e Overkill, que inclui um assalto influenciado por Hotline Miami. O pacote John Wick é uma colaboração entre Lionsgate e Overkill para trazer o personagem titular do filme John Wick para Payday 2. Em 2015, uma segunda colaboração da Lionsgate apresentando Point Break foi lançada contendo dois assaltos ("Beneath the Mountain" e "Birth of Sky") e Bodhi, um personagem inspirado no filme. Eles colaboraram com o DJ sueco Alesso na criação de "The Alesso Heist", que ocorre em um conceito de Alesso e apresenta uma faixa dedicada de Alesso intitulada "Payday".
O Goat Simulator Heist foi adicionado em 14 de janeiro de 2016, em colaboração com Goat Simulator seu desenvolvedor Coffee Stain Studios. Pacotes baseados no filme Scarface foram adicionados em 15 de dezembro de 2016, o pacote "Scarface Heist" e o "Scarface Character Pack" que inclui Tony Montana como personagem jogável. Os Hardcore Henry Packs foram adicionados ao Payday 2 em 24 de março de 2016, que são baseados no filme Hardcore Henry. Os Packs foram divididos em dois DLC; o Jimmy Character Pack e o Hardcore Henry.
Em 31 de janeiro de 2017, Payday 2 lançou um crossover com Shadow Warrior 2, que incluiu uma venda Steam em ambos os jogos, venda de alguns DLC para Payday 2 e novas máscaras e armas brancas. Em 14 de dezembro de 2017, Payday 2 lançou um assalto baseado no filme de Quentin Tarantino Reservoir Dogs foi adicionado ao Payday 2, no qual o jogador é contratado para roubar uma joalheria em Los Angeles com a família Cabot. É único porque o assalto é jogado na ordem inversa, com o segundo dia ocorrendo antes do primeiro dia, semelhante a como o enredo do filme está fora de ordem cronológica.
O desenvolvimento de mais conteúdo do Payday 2 foi interrompido em dezembro de 2018, em meio a problemas financeiros na controladora da Overkill Starbreeze Studios. Depois que Starbreeze passou por um longo processo de reestruturação, anunciou em outubro de 2019 que Overkill retomaria o trabalho anteriormente interrompido no jogo e produziria um novo DLC pago. Em junho de 2023, 12 assaltos de DLC foram adicionados: Border Crossing, San Martín Bank, Breakfast in Tijuana, Buluc's Mansion, Dragon Heist, ucraniano Prisoner, Black Cat, Mountain Master, Midland Ranch, Lost in Transit, Hostile Takeover e Crude Awakening  junto com pacotes de conteúdo adicionais, como pacotes de armas e outros cosméticos.
Em outubro de 2021, Starbreeze colaborou com Luke Millanta para criar e lançar o Spooky Scary Halloween Update, uma coleção de trajes de jogadores, máscaras e amuletos de armas com tema de Halloween.

## Crimewave Edition
Anunciado para Xbox One e PlayStation 4, a Edição Crimewave de Payday 2 inclui muitos recursos e complementos da versão para PC do jogo. Foi lançado em junho de 2015. Ele inclui todos os DLC mencionados acima e aprimoramentos gráficos, como uma taxa de quadros aprimorada e qualidade de textura.  Os desenvolvedores afirmaram que atualizações futuras não chegarão no PlayStation 3 e Xbox 360 citando limitações de hardware como o motivo. Em 2016, Payday 2: The Big Score foi lançado para PS4 e Xbox One, contendo todos os DLCs de 2015.

## Recepção

### Recepção critica
Payday 2 recebeu críticas geralmente positivas dos críticos com elogios gerais dos elementos cooperativos, mas críticas pesadas para a IA amigável. Vince Ingenito, do IGN, elogiou sua jogabilidade cooperativa, mecânica furtiva e design de som, mas não ficou tão impressionado com a qualidade gráfica. David Hinkle do Joystiq ficou impressionado com a profundidade da personalização, progressão de nível e elementos aleatórios. Dan Whitehead do Eurogamer afirmou que "Quando todas as suas engrenagens desajeitadas se alinham de repente, o resultado permanece fenomenal: uma combinação do caos gerado aleatoriamente de Left 4 Dead e a precisão muscular de um atirador hardcore, culminando com o frisson da tela grande de ser o assustador de terno inteligente  cara mascarado com o AK, mandando os reféns para o chão ou parados na rua, segurando a equipe da SWAT em uma rajada de cordite e trovões. Craig Owens do PC Gamer concluiu que este jogo é um "tiro cooperativo inteligente ligeiramente prejudicado pela mecânica furtiva pobre e insistência obstinada em reter os melhores brinquedos".

### Controvérsia
Em 15 de outubro de 2015, como parte da segunda celebração anual do Crimefest do Overkill, o Overkill anunciou a adição de cofres ao sistema de entrega de cartas que continham capas de armas, algumas das quais estatísticas de armas modificadas.  Os cofres precisavam ser abertos com brocas que só estavam disponíveis para compra com moeda do mundo real, levando uma reação dos fãs à sua inclusão. Em 20 de outubro de 2015, os exercícios mencionados foram adicionados ao sistema de entrega de cartas, mas isso não acalmou a reação e Overkill foi criticado por má gestão da polêmica e silêncio à imprensa.
Em 11 de novembro de 2015, a Overkill anunciou que o conteúdo de um investimento DLC vendido anteriormente chamado "Pacote Completamente Overkill" seria quatro máscaras exclusivas com efeitos cosméticos especiais e uma única skin aleatória exclusiva para o referido pacote com um aumento especial de EXP ou dinheiro para a equipe,  depois de prometer originalmente que o conteúdo da embalagem será totalmente cosmético.  Eles também anunciaram que sete outros pacotes DLC seriam disponibilizados gratuitamente para os proprietários do pacote, mas, novamente, os fãs reagiram contra essa revelação aparentemente injusta, incluindo as pessoas que compraram o Completely Overkill Pack, como a página da loja do pacote declarou.  não conteria um dos pacotes DLC que continha, e deixou as pessoas que compraram os pacotes Completely Overkill e Overkill sentindo-se prejudicados, com alguns até reembolsando o Completely Overkill Pack.  Em resposta, os moderadores da comunidade Steam para Payday iniciaram um protesto contra esse abuso de tratamento por parte dos fãs, recusando-se a moderar a comunidade até que concedesse uma entrevista com Almir Listo, produtor do jogo. Mais tarde, Overkill adicionou mais 10 máscaras exclusivas ao pacote como um pedido de desculpas.
Em 30 de maio de 2016, a Starbreeze Studios anunciou que adquiriu os direitos da franquia Payday.  Eles também afirmaram que os futuros cofres seriam totalmente livres para abrir.
Em 8 de junho de 2023, Starbreeze lançou o jogo no Epic Games Store com a Atualização 237. A comunidade respondeu com críticas, devido à atualização que mudou os servidores para Epic Online Services, o que significava que, se eles caíssem, Payday 2 cairia. Além disso, com esta atualização, o suporte ao Linux foi descartado. O sistema de Matchmaking da Epic Games causava erros e desconexões constantes. O momento da atualização foi péssimo, devido à polêmica sobre Payday 3 que sugeria que o jogo conteria uma moeda premium e micro transações. Isso foi explicado em uma atualização do FAQ do Payday 3. 

### Vendas
Payday 2 é o primeiro jogo da Overkill a ter um lançamento de varejo em caixa. O diretor de Payday 2, David Goldfarb, afirmou que "Payday 2 se tornou grande demais para reservar o lançamento apenas no Xbox Live e PlayStation Network." Relatos de fortes vendas na primeira semana e escassez levaram a 505 Games a trabalhar com varejistas na distribuição de mais cópias do jogo. O jogo ainda foi distribuído através dos serviços PlayStation Network, Xbox Live e Steam conforme planejado.
Em 8 de agosto de 2013, pouco menos de uma semana antes do lançamento, Starbreeze Studios confirmou que o jogo era lucrativo com as pré-encomendas, cobrindo todo o dinheiro investido pela editora 505 Games. Todo novo lucro será dividido entre o estúdio e a editora.
O jogo vendeu 1,58 milhão de cópias em setembro de 2013. 80% dessas vendas foram digitais. A partir de 1 de novembro de 2014, Payday: The Heist e Payday 2 juntos venderam mais de 9 milhões de unidades.
Como parte de seu plano de reestruturação relatado após dificuldades financeiras em 2018, devido ao fracasso comercial de Overkill's The Walking Dead e desenvolvimento caro, a Starbreeze afirmou que planeja .

### Esports cancelados
Um torneio de esports Payday 2 estava programado para ser realizado no DreamHack Summer 2016, mas foi cancelado.

## Ligações Externas
- Site oficial